# Tamansari (Cibugel)
Tamansari is een bestuurslaag in het regentschap Sumedang van de provincie West-Java, Indonesië. Tamansari telt 3001 inwoners (volkstelling 2010).